# Едвін Белмер
Едвін Белмер (англ. Edwin Balmer; 26 липня 1883, Чикаго — 21 березня 1959, Чикаго) — американський письменник, автор наукової фантастики та містичних історій.

## Біографія
Едвін Белмер народився 26 липня 1883 року в Чикаго, штат Іллінойс, у сім'ї Гелен Кларк (Пратт) і Томаса Белмера. У 1909 році одружився з Кетрін МакГарґ, сестрою письменника Вільяма МакГарґа. Після її смерті у 1927 році одружився з Ґрейс Кі.
Почав працювати репортером у «Chicago Tribune» в 1903 році, потім писав для книг і журналів. Він був редактором Redbook (1927—1949), а пізніше став асоційованим видавцем. Потім він доручав молодим письменникам писати ідеї для включення в «Червону книгу».
Помер 21 березня 1959 року у віці 75 років у рідному місті.

## Творчість

### Романи
Разом з письменником Філіпом Вайлі написав науково-фантастичні романи про катастрофи «Коли світи зіштовхнуться» (1933) та «Після зіткнення світів» (1934). За першим з них у 1951 році Джордж Пал зняв фільм, який отримав багато нагород.
Белмер також написав кілька детективних романів і співпрацював з Вільямом МакГарґом над «Досягненнями Лютера Транта» (1910), ранньою збіркою детективних оповідань.

### Мальописи
Белмер також допоміг створити (разом з художником Марвіном Бредлі) стрип «Спід Сполдінґ», частково заснований на серії «Зіткнення світів», яка виходила з 1938 по 1941 рік у коміксі «Знамениті веселуни».

## Бібліографія

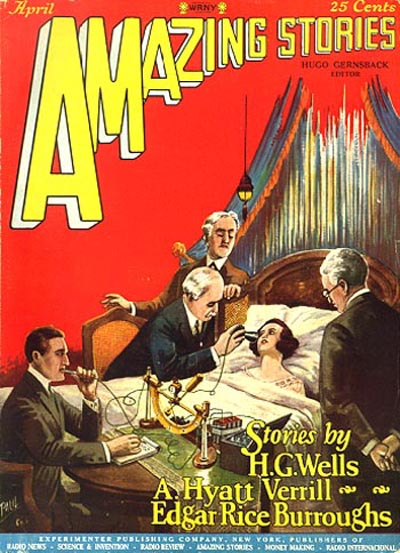
Квітень 1927. «Дивовижні історії: Чоловік у кімнаті». Детективна історія Лютера Транта, яку написав Белмер разом з МакГарґом.